# خلج (ماه‌نشان)
خلج یک روستا در ایران است که در شهرستان ماه‌نشان استان زنجان واقع شده‌است. خلج ۵۴۰ نفر جمعیت دارد.